# میگوی آمانو
میگوی آمانو (نام علمی: Caridina multidentata)، یک گونه میگو از خانواده میگوهای آب شیرین و بومی کشور ژاپن و تایوان است. نام‌های رایج آن شامل میگوی یاماتو، میگوی ژاپنی، میگوی کاردینال ژاپنی و میگوی جلبکی است.

## شرح
این گونه دارای بدنی شفاف است که با خط شکسته‌ای از نقاط قهوه ای مایل به قرمز در طرفین پوشیده شده‌است. سطح پشتی دارای نوار سفیدی است که از سر تا دم کشیده شده و چشم‌ها به رنگ سیاه است. میگوهای نر دارای جثه کوچک‌تر و رنگ کمتری نسبت به میگوهای ماده هستند.
مناسبترین دما برای این میگو دمای ۱۸ تا ۲۸ درجه سانتیگراد است. آنها در دماهای بالاتر فعال تر هستند، اما ممکن است طول عمر کمتری نیز داشته باشند. آمانوها درجه اسیدی آب pH 6.5 تا ۷٫۵ را ترجیح می‌دهند. مانند سایر سخت پوستان، به دلیل خون هموسیانین، فلز مس و سایر ترکیبات این فلز برای آنها بسیار سمی و کشنده است.
میگوی آمانو در نهرهای آب شیرین و مرداب‌ها جفت‌گیری می‌کند. میگوی ماده مانند سایر گونه‌های میگو آمادگی جفت‌گیری را با آزاد کردن فرومون در آب برای نرها اعلام می‌کند. تخم‌های بارور شده رها می‌شوند و مراحل لاروی را در آب شور و نمکی طی می‌کنند و به دریا می‌روند. لاروها پس از رسیدن به مرحله نهایی رشد خود از دریا بازمی‌گردند و تا پایان عمر در آب شیرین می‌مانند. پرورش میگوی آمانو در اسارت بسیار دشوار است، با این حال، وقتی ماده‌ها فرومونهای جفت‌گیری را آزاد می‌کنند، هر نر که در یک مخزن قرار می‌گیرد شروع به شنا کردن دیوانه‌وار به دنبال ماده می‌کند.

## در اسارت

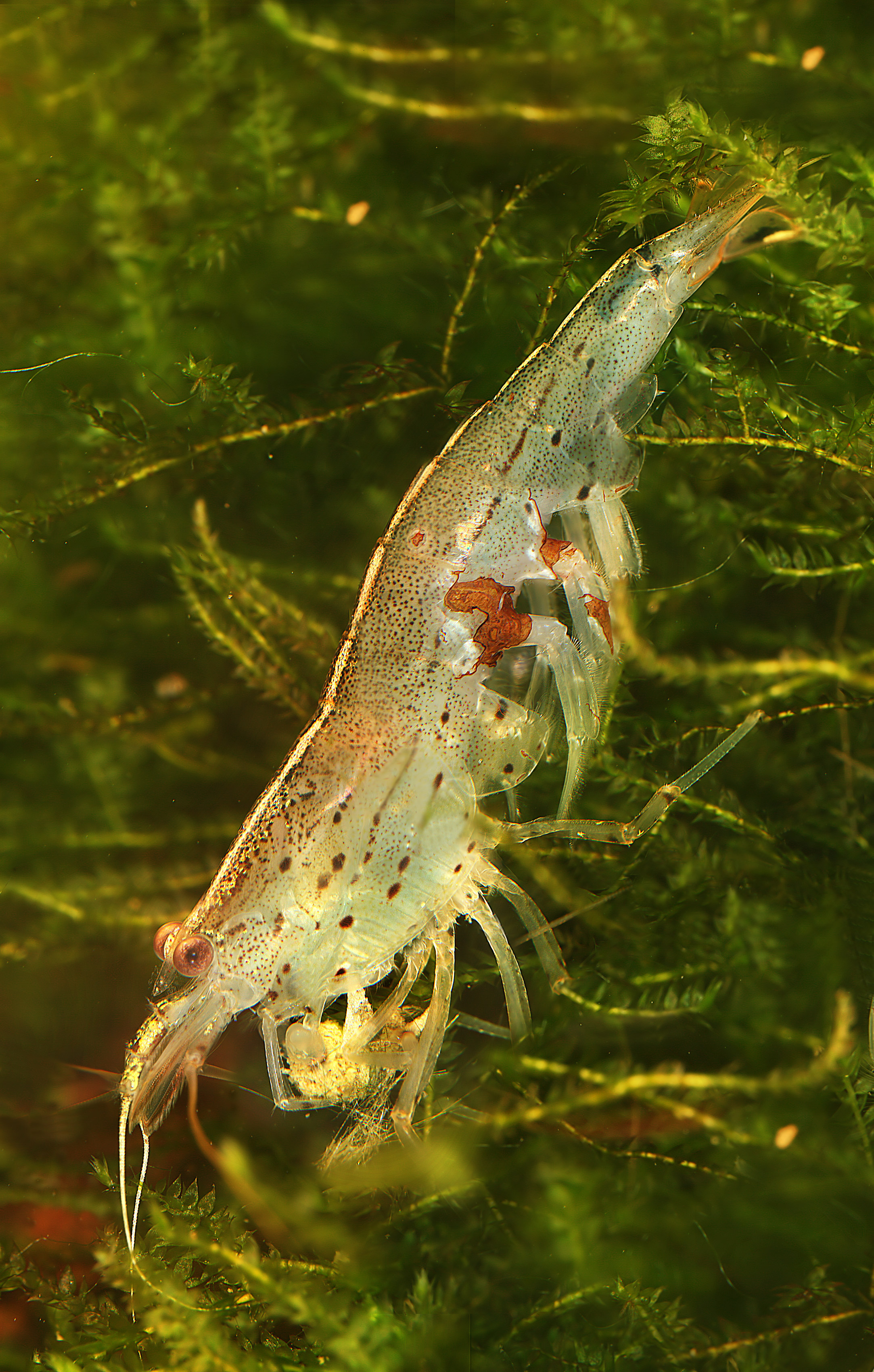

طبق منابع مختلف، میگوی کاردینال توسط تاکاشی آمانو در اوایل دهه ۱۹۸۰ به دنیای آکواریوم معرفی شد. آنها معمولاً در بیشتر آکواریوم‌ها نگهداری می‌شوند زیرا عمدتاً از جلبک تغذیه می‌کنند و در نتیجه وجود تعداد زیادی از این میگوها در آکواریوم به تمیزی آن کمک می‌کند. Caridina multidentata قبلاً برای آکواریومی‌ها با نام Caridina japonica شناخته می‌شد اما پس از مطالعه ای در سال ۲۰۰۶ به Caridina multidentata تغییر نام داد بسیاری از آکواریوم داران بر این باورند که میگوی آمانو می‌تواند فقط با اغذیه از جلبک‌ها در آکواریوم زنده مانده و رشد کند، اما اینطور نیست. رژیم غذایی میگوی آمانو باید حاوی جلبک‌های آکواریومی که با ویفر جلبک یا تکه‌های اسپیرولینا و گاهی اوقات پروتئین حیوانی به شکل گلوله، پولک یا دافنی منجمد یا زنده، میسیس و غیره تکمیل شود، تا بهترین رشد را داشته باشد. همچنین لازم است از وجود کلسیم در آب اطمینان حاصل شود، کلسیم برای سخت پوستان حیاتی است تا بتوانند اسکلت بیرونی خود را حفظ کنند.